# Compromesso (legale)
In diritto il compromesso è quel contratto con cui le parti si impegnano a far decidere a degli arbitri privati una lite tra loro insorta (art. 807 c.p.c). Esso si distingue dalla c.d. transazione, in quanto questa è un contratto consensuale a prestazioni corrispettive col quale le parti, facendosi reciproche concessioni, pongono fine a una lite già incominciata o prevengono una lite che può sorgere tra loro (art. 1965 c.c.). Con il compromesso, quindi, non si evita la lite, ma si deroga solo alla giurisdizione ordinaria; mentre con la transazione si pone fine a una lite in corso o potenziale.
Nel linguaggio comune si genera una certa confusione tra compromesso e contratto preliminare, in quanto si cade nell'errore di usare i due termini come sinonimi. Nel caso, si parla di “preliminare improprio”, dal momento che il contratto preliminare propriamente detto è previsto dall’art. 1351 Cod.Civ. alla Sezione IV, e non ha niente a che vedere con la funzione processuale del compromesso, in quanto ha natura giuridica di contratto a effetti obbligatori.

## Fonti e Risorse Esterne
- La Transazione su 101professionisti.it, su 101professionisti.it.